# Marija Komnena
Marija Komnena (grško: Μαρία Κομνηνή, Maria Komnēnē), poznana tudi kot Porfirogeneta, ker je bila rojena kot hčerka vladajočega cesarja, * marec 1152, Konstantinopel, Bizantinsko cesarstvo, † julij 1182, Konstantinopel, Bizantinsko cesarstvo.

## Življenjepis
Marija je bila hčerka bizantinskega cesarja Manuela I. Komnena (1143–1180) in njegove prve žene Berte Sulzbaške.
Leta 1163 jo je oče zaročil z bodočim madžarskim kraljem Bélo III. Ker Manuel takrat ni več pričakoval moških potomcev, je bil pripravljen za svojega zakonitega naslednika imenovati Bélo. Dal mu je visok dvorni položaj despota in ga preimenoval v Alekseja. Manuelu se je zatem rodil sin Aleksej, kasnejši cesar Aleksej II. Komnen, zato je leta 1169 zaroko razdrl.
Marijo je zatem zaročil z Viljemom II. Sicilskim. Manuel je tudi to zaroko razdrl in Marijo leta 1179 poročil z Renierom Montferraškim, katerega je  preimenoval v Ivana in mu dal naslov cezarja.
Po Manuelovi smrti 1180, sta Marija in Renier začela spletkariti proti Marijini mačehi, cesarici Mariji (Kseni), ki je vladala kot regentka za svojega mladoletnega sina, cesarja Alekseja II. Komnena (1180–1183). K temu so ju vzpodbudili nemiri proti vladajoči cesarici. Poskus, da bi prišla na prestol, jima ni uspel in kmalu zatem sta oba umrla, verjetno zaradi zastrupitve.